# Carmel Myers
Carmel Myers (San Francisco, 4 aprile 1899 – Los Angeles, 9 novembre 1980) è stata un'attrice statunitense famosa all'epoca del cinema muto.

## Biografia
Figlia di un rabbino australiano, fu presentata a David Wark Griffith dal padre, che aveva stretti contatti con il mondo del cinema. Il famoso regista affidò alla giovane attrice alle prime armi un piccolo ruolo nel suo kolossal Intolerance (1916), dove lei interpretava la favorita dell'harem nell'episodio babilonese. Myers riuscì a far lavorare nell'industria cinematografica anche il fratello di Carmel, Zion che diventò un regista e sceneggiatore hollywoodiano.
Dopo questa esperienza, Carmel lasciò New York dove aveva lavorato a teatro per due anni, e firmò un contratto con l'Universal Pictures, dove si fece presto notare interpretando ruoli di vamp. Di quel periodo, probabilmente il suo film più conosciuto resta A letto, ragazzi! (1918), dove recitava a fianco di Rodolfo Valentino. Dal 1924 lavorò per la MGM. Il ruolo di Iras, una cortigiana egiziana che cerca di sedurre Messala e il principe Giuda Ben Hur, ovvero i due protagonisti della storia di Ben Hur (1925), fu una formidabile spinta per la sua carriera. Da quel momento, rivestì ruoli di primo piano per tutti gli anni venti.
L'avvento del sonoro non ebbe ripercussioni sulla sua carriera. Continuò a recitare anche se, piano piano, a causa dell'età, si vide affidare ruoli di contorno e non più da protagonista. Alla fine della seconda guerra mondiale si ritirò per qualche anno dalle scene. Vi ritornò nel 1951, lavorando per la televisione. Condusse anche un programma tv dal titolo The Carmel Myers Show, ma la serie non ebbe successo. Si dedicò allora soprattutto ai suoi investimenti immobiliari e alla sua compagnia di distribuzione di profumi. L'ultimo film che girò risale al 1976: partecipò a Won Ton Ton, il cane che salvò Hollywood dove apparve insieme a decine di star hollywoodiane che presero parte al film in piccoli cameo. Morì nel 1980, all'età di 81 anni e venne sepolta all'Home of Peace Cemetery di Los Angeles accanto ai genitori.

## Vita privata
Carmel Myers si sposò per la prima volta nel 1919 con Isidore Kornblum da cui divorziò nel 1923.
In seconde nozze, sposò nel 1929 Ralph H. Blum con cui restò sposata fino alla morte di questi, nel 1950.
L'ultimo marito fu Alfred Schwalberg, sposato nel 1951, con cui rimase sposata fino alla morte di quest'ultimo, nel 1974.

## Riconoscimenti
Ha una stella nella Hollywood Walk of Fame, al numero 1751 di Vine Street.

## Galleria d'immagini

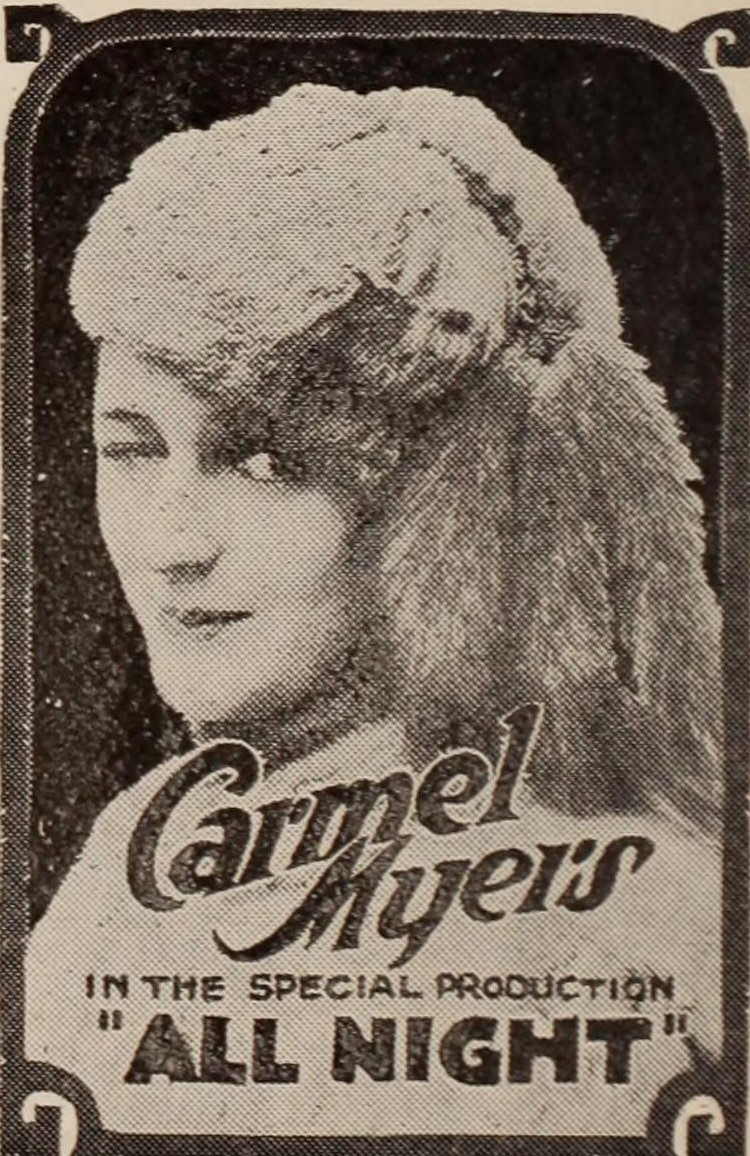
1918
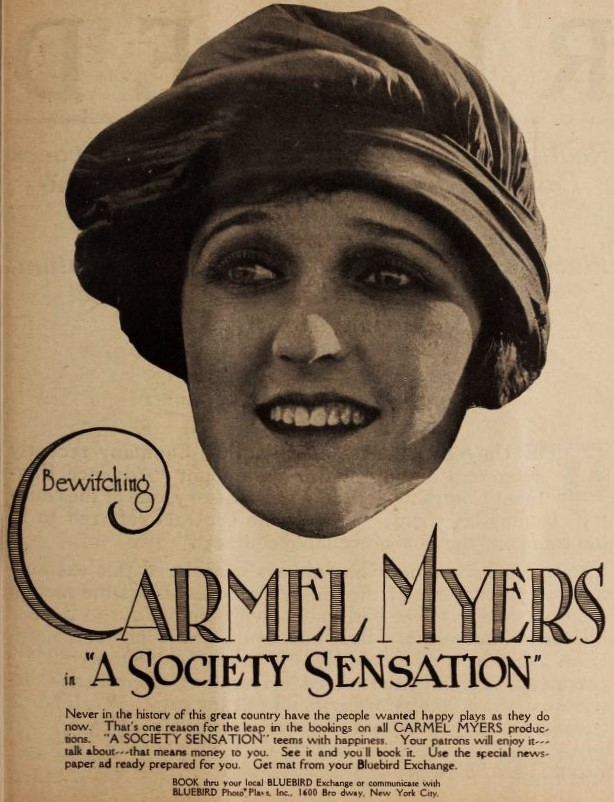
1918
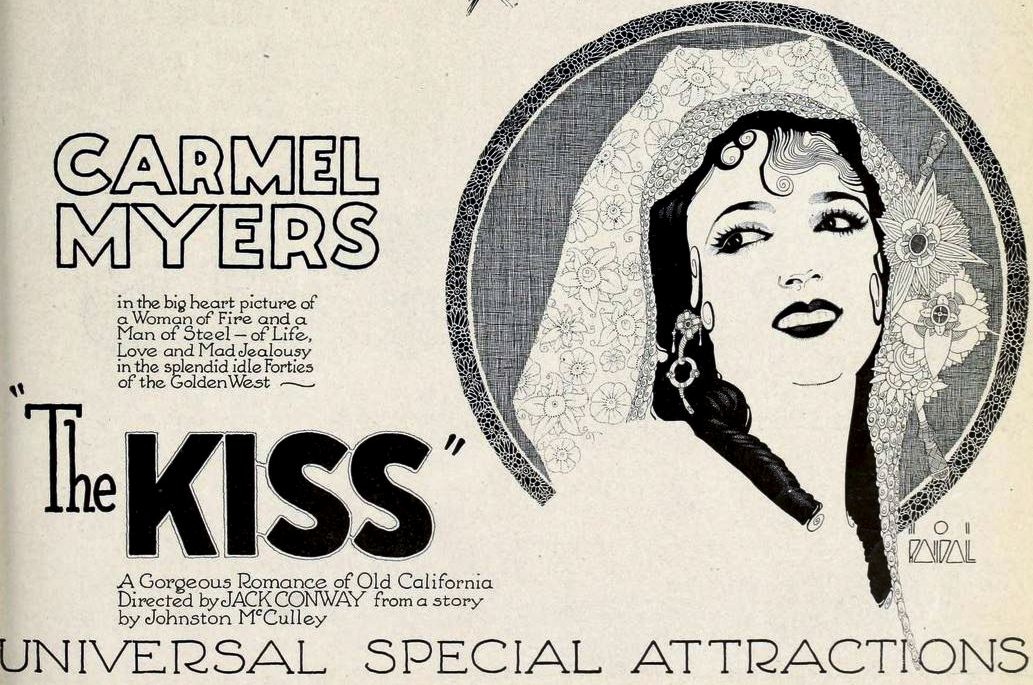
1921
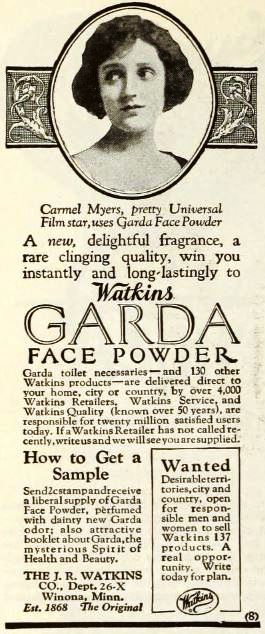
1921

## Filmografia
La filmografia è completa. Quando manca il nome del regista, questo non viene riportato nei titoli

### Attrice
- Georgia Pearce (1915)
- Tough Luck on a Rough Sea - come Carmoll Meyers (1916)
- The Jailbird's Last Flight (1916)
- Ignatz's Icy Injury (1916)
- Intolerance: Love's Struggle Throughout the Ages, regia di D.W. Griffith (1916)
- Matrimoniomania (The Matrimaniac), regia di Paul Powell (1916)
- The Bad Boy, regia di Chester Withey (1917)
- Stage Struck, regia di Edward Morrissey - mediometraggio (1917)
- A Love Sublime, regia di Tod Browning e Wilfred Lucas (1917)
- A Daughter of the Poor, regia di Edward Dillon (1917)
- Might and the Man, regia di Edward Dillon (1917)
- The Haunted Pajamas, regia di Fred J. Balshofer (1917)
- Sirens of the Sea, regia di Allen Holubar (1917)
- The Lash of Power, regia di Harry Solter (1917)
- My Unmarried Wife, regia di George Siegmann (1918)
- The Wife He Bought, regia di Harry Solter (1918)
- The Girl in the Dark, regia di Stuart Paton (1918)
- The Wine Girl, regia di Stuart Paton (1918)
- The Marriage Lie, regia di Stuart Paton (1918)
- A Broadway Scandal, regia di Joseph De Grasse (1918
- The City of Tears, regia di Elsie Jane Wilson (1918)
- The Dream Lady, regia di Elsie Jane Wilson (1918)
- A Society Sensation, regia di Paul Powell (1918)
- A letto, ragazzi! (All Night), regia di Paul Powell (1918)
- Who Will Marry Me?, regia di Paul Powell (1919)
- The Little White Savage, regia di Paul Powell (1919)
- In Folly's Trail, regia di Rollin S. Sturgeon (1920)
- The Gilded Dream, regia di Rollin S. Sturgeon (1920)
- Beautifully Trimmed, regia di Marcel De Sano (1921)
- The Mad Marriage, regia di Rollin S. Sturgeon (1921)
- The Dangerous Moment, regia di Marcel De Sano (1921)
- Cheated Love, regia di King Baggot (1921)
- The Kiss, regia di Jack Conway (1921)
- Breaking Through, regia di Robert Ensminger (1921)
- A Daughter of the Law, regia di Jack Conway (1921)
- The Love Gambler, regia di Joseph Franz (1922)
- The Danger Point, regia di Lloyd Ingraham (1922)
- The Last Hour, regia di Edward Sloman (1923)
- The Famous Mrs. Fair, regia di Fred Niblo (1923)
- Goodbye Girls, regia di Jerome Storm (1923)
- The Little Girl Next Door, regia di W. S. Van Dyke (1923)
- Slave of Desire, regia di George D. Baker (1923)
- The Dancer of the Nile, regia di William P.S. Earle (1923)
- The Love Pirate, regia di Richard Thomas (1923)
- Reno, regia di Rupert Hughes (1923)
- Poisoned Paradise, regia di Louis J. Gasnier (1924)
- Lord Brummel (Beau Brummel), regia di Harry Beaumont (1924)
- Donne di lusso (Broadway After Dark), regia di Monta Bell (1924)
- Babbitt, regia di Harry Beaumont (1924)
- Garragan, regia di Ludwig Wolff (1924)
- Ben-Hur: A Tale of the Christ, regia di Fred Niblo (1925)
- Camille, regia di Ralph Barton (1926)
- The Devil's Circus, regia di Benjamin Christensen (1926)
- The Gay Deceiver, regia di John M. Stahl (1926)
- Tell It to the Marines, regia di George W. Hill (1926)
- Tua moglie ad ogni costo (The Demi-Bride), regia di Robert Z. Leonard (1927)
- The Understanding Heart, regia di Jack Conway (1927)
- Sumuru, regia di Tom Terriss (1927)
- Padre (Sorrell and Son), regia di Herbert Brenon (1927)
- L'elegante scapestrato (A Certain Young Man), regia di Hobart Henley e, non accreditato, Edmund Goulding (1928)
- Prowlers of the Sea, regia di John G. Adolfi (1928)
- Quattro mura (Four Walls), regia di William Nigh (1928)
- Adriana Lecouvreur (Dream of Love), regia di Fred Niblo (1928)
- The Bath Between, regia di Benjamin Stoloff (1928)
- The Red Sword, regia di Robert G. Vignola (1929)
- The Ghost Talks, regia di Lewis Seiler (1929)
- Careers
- The Careless Age
- He Did His Best
- Scandalo di Broadway (Broadway Scandals), regia di George Archainbaud (1928)
- Rivista delle nazioni (The Show of Shows), regia di John G. Adolfi (1929)
- La crociera del folle (The Ship from Shanghai), regia di Charles Brabin (1930)
- The Stronger Sex, regia di William Watson (1930)
- A Lady Surrenders
- The Lion and the Lamb
- Svengali, regia di Archie Mayo (1931)
- Pleasure, regia di Otto Brewer (1931)
- Chinatown After Dark
- Il diavolo sciancato (The Mad Genius), regia di Michael Curtiz (1931)
- Nice Women
- No Living Witness
- La contessa X... (The Countess of Monte Cristo)
- Signora per una notte (Lady for a Night), regia di Leigh Jason (1942)
- Pretty Dolly, regia di Ben Holmes (1942)
- I cospiratori (The Conspirators), regia di Jean Negulesco (1944)
- Le ragazze dello scandalo (George White's Scandals), regia di Felix E. Feist (1945)
- Sangue all'alba (Whistle Stop), regia di Léonide Moguy (1946)
- Won Ton Ton, il cane che salvò Hollywood (Won Ton Ton: The Dog Who Saved Hollywood), regia di Michael Winner (1976)

### Film o documentari dove appare Carmel Myers
- Screen Snapshots, Series 3, No. 3, documentario (1922)
- Mary of the Movies, regia di John McDermott (1923)
- 1925 Studio Tour, documentario (1925)
- Screen Snapshots Series 9, No. 20, regia di Ralph Staub (1930)
- The Voice of Hollywood No. 14, corto (1930)

### Colonna sonora
- La crociera del folle (The Ship from Shanghai), regia di Charles Brabin - interprete Sailing, Sailing (Over the Bounding Main) (1930]
- The Mad Genius, regia di Michael Curtiz - interprete Ochi Tchornya (1931)

### Televisione
- Danger, episodio The Green and Gold String - attrice (1950)
- The Carmel Myers Show, serie tv - presentatrice (1950)
- Penthouse Party", due episodi - sé stessa (1951)
- The Magic Lantern, episodio tv Studio One - attrice (1953)
- Nick and Nora, episodio di The Wide World of Mystery - attrice (1975)
- Bird in a Gilded Cage, episodio Chico (1975)